# British Caledonian Airways
British Caledonian Airways (auch bekannt als BCal, ursprünglich Caledonian/BUA) war eine britische Fluggesellschaft mit Sitz in London und Basis auf dem Gatwick Airport. Sie war zeitweise die zweitgrößte Fluggesellschaft Großbritanniens und ging 1988 in der British Airways auf.

## Geschichte

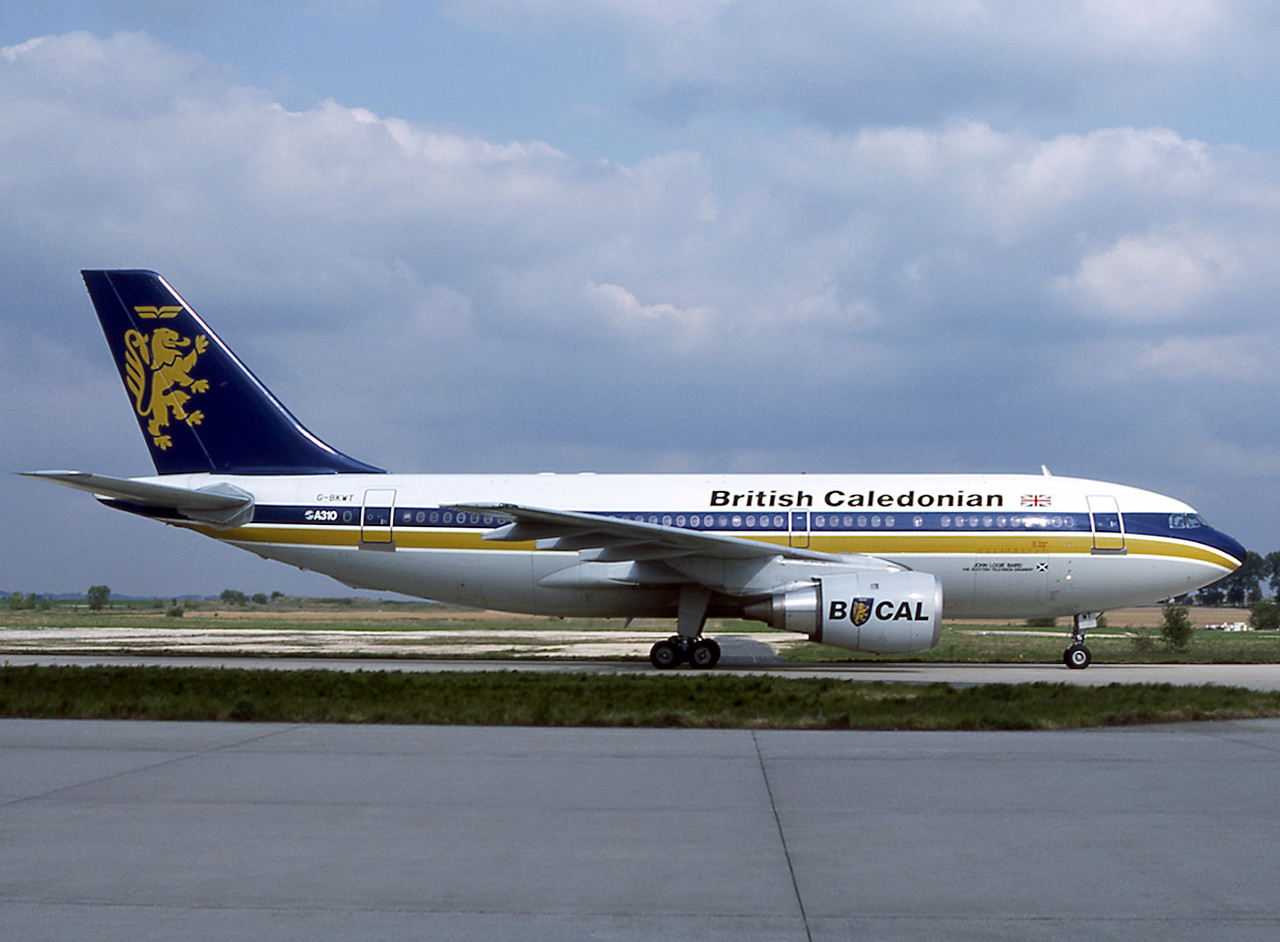
Ein Airbus A310 der British Caledonian auf dem Flughafen Paris-Charles-de-Gaulle im Mai 1984

Die britische Behörde Air Transport Licensing Board (ATLB) erlaubte es privaten Unternehmen ab Ende der 1960er-Jahre, Linienflüge auf Langstrecken in Konkurrenz zur staatlichen Fluggesellschaft BOAC durchzuführen. Die zu diesem Zeitpunkt größte private Fluggesellschaft des Landes, die British United Airways (BUA), besaß zwar ein umfangreiches europäisches Liniennetz, verfügte aber nicht über die finanziellen Mittel, Langstreckenflüge aufzunehmen. Am 30. November 1970 wurde die wirtschaftlich angeschlagene BUA von der 1961 gegründeten Caledonian Airways aufgekauft und mit dieser fusioniert. Bis zum 1. September 1972 firmierte das Unternehmen unter der Bezeichnung Caledonian/BUA und nahm im Anschluss den Namen British Caledonian Airways an.
Erste Langstreckenflüge erfolgten ab April 1971 von London-Gatwick nach Rio de Janeiro, São Paulo, Buenos Aires und Santiago de Chile sowie  unter anderem in die afrikanischen Städte Accra, Freetown, Kampala, Kano, Lagos, Lusaka, Monrovia und Nairobi. Linienflüge nach Los Angeles und New York sowie zu den Seychellen wurden im April 1973 aufgenommen. Im Jahr 1980 erhielt die Gesellschaft Streckenrechte nach Atlanta, St. Louis, Dallas sowie über Dubai nach Hongkong. Ab Anfang der 1980er-Jahre wurden auch Linienflüge über San Juan und Caracas nach Bogotá angeboten. Daneben beantragte die Gesellschaft im Jahr 1981 Streckenrechte nach Australien, erhielt diese aber nicht zugesprochen. Mit Ausbruch des Falklandkriegs wurden die Verbindungen nach Buenos Aires und Santiago de Chile ab 1982 nicht mehr bedient.
Am 31. März 1977 stellte British Caledonian ihr erstes Großraumflugzeug des Typs McDonnell Douglas DC-10 in Dienst. Ab Anfang der 1980er-Jahre setzte die Gesellschaft geleaste Boeing 747-200 ein. Im Jahr 1983 bestellte das Unternehmen Großraumflugzeuge des Typs Airbus A310-200, deren Auslieferung ab Frühjahr 1984 erfolgte. Zudem orderte British Caledonian im Jahr 1983 als eine der ersten Fluggesellschaften sieben Airbus A320 und zeichnete drei weitere Kaufoptionen für diesen Typ. Die Maschinen sollten ab April 1988 ausgeliefert werden und die BAC 1-11 auf den Kurz- und Mittelstrecken ersetzen.
British Caledonian geriet ab Mitte der 1980er-Jahre in wirtschaftliche Schwierigkeiten. British Airways kaufte die Gesellschaft am 16. Juli 1987 auf und kam so in den Besitz der Basis in London-Gatwick sowie der zehn A320-100, die British Caledonian bestellt hatte. Das Linienflugnetz der Gesellschaft wurde ab Dezember 1987 schrittweise von British Airways übernommen. Die Auflösung der British Caledonian Airways erfolgte am 14. April 1988. Zuvor benannte British Airways ihre Chartertochter British Airtours am 1. April 1988 in Caledonian Airways um.

## Tochtergesellschaften
British Caledonian besaß mehrere Tochtergesellschaften und Firmensparten. Hierzu zählen unter anderem die im April 1979 gegründete British Caledonian Helicopters, welche von Aberdeen aus Versorgungsflüge zu den Bohrinseln in der Nordsee durchführte sowie die im Dezember 1982 gegründete Charterfluggesellschaft Cal Air International, an der British Caledonian eine 50-prozentige Beteiligung hielt. Linienflüge auf schwächer frequentierten Strecken sowie Zubringerflüge ließ das Unternehmen unter der Bezeichnung British Caledonian Commuter von verschiedenen britischen Regionalfluggesellschaften ausführen, unter anderem von Genair und Connectair. Daneben gehörte ein Reiseveranstalter, eine internationale Hotelgruppe sowie mehrere Wartungszentren zum Konzern.

## Flugziele
British Caledonian Airways flog Ziele in Europa, Afrika, Südamerika, den USA sowie Dubai und Hongkong an.

## Flotte

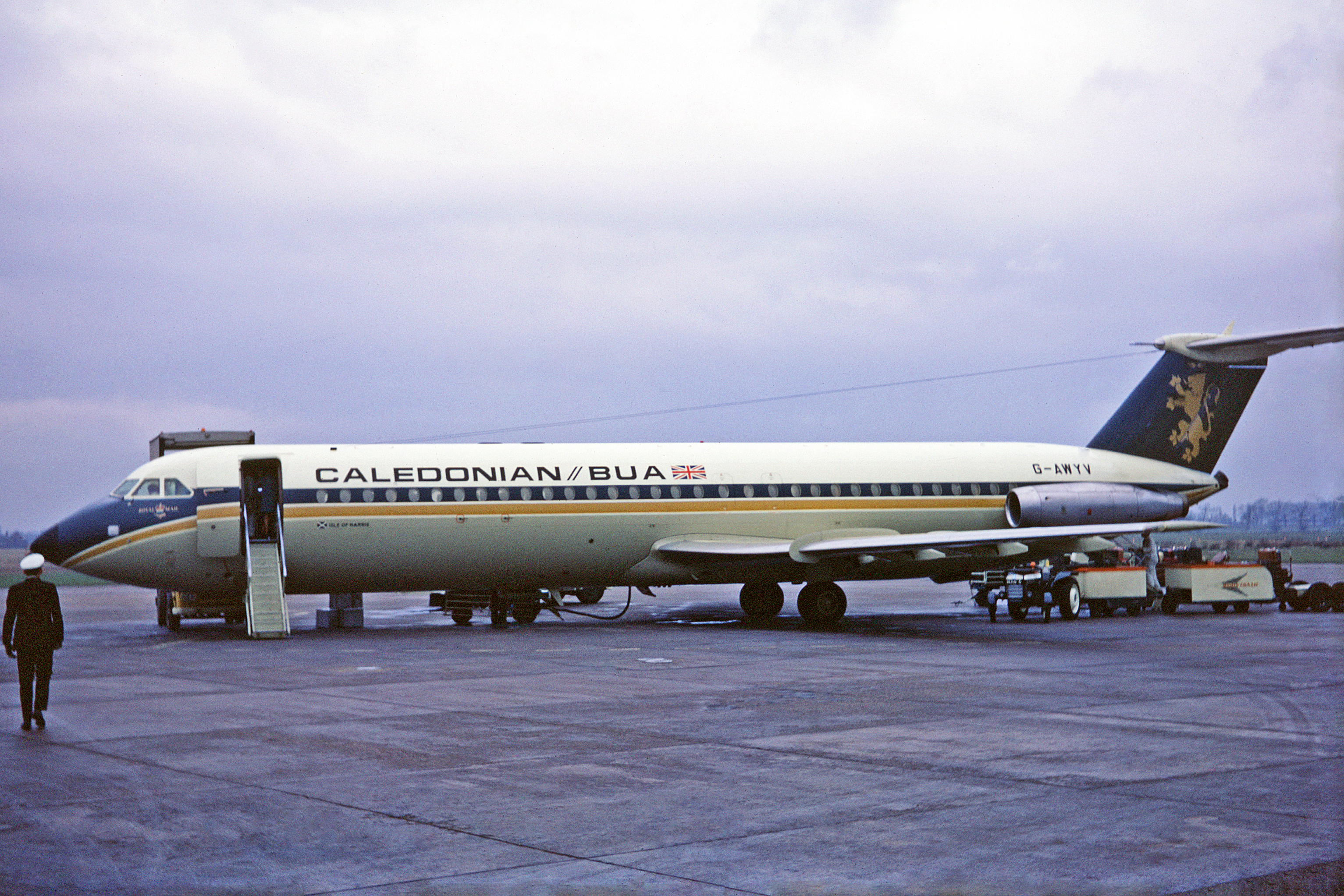
Eine BAC 111-500 Caledonian/BUA im Mai 1971

British Caledonian Airways betrieb unter anderem folgende Flugzeugtypen:
- Airbus A310-200
- BAC 111-200, 111-300 und 111-500
- Boeing 707-300C
- Boeing 747-200B
- McDonnell Douglas DC-10-30 und DC-10-10 (zwei geleaste DC-10-10 wurden im Jahr 1982 auf Charterflügen betrieben)
- Vickers VC10

## Zwischenfälle
Von 1970 bis zur Betriebseinstellung 1988 kam es bei British Caledonian nur zu einem einzigen Totalschaden von Flugzeugen. Dabei kam kein Menschen ums Leben.
- Am 28. Januar 1972 sprang eine Vickers VC10-1100 der British Caledonian Airways (G-ARTA) bei der Landung auf dem Flughafen London-Gatwick (England) in böigen Winden bis zu 28 Knoten insgesamt dreimal wieder in die Luft. Der Rumpf war vor und hinter den Tragflächen zerknittert, ein Bugradreifen war geplatzt und ein Rad hatte sich gelöst. Dadurch war das Flugzeug irreparabel beschädigt und musste verschrottet werden. Alle vier Besatzungsmitglieder, die einzigen Insassen auf dem Überführungsflug, überlebten den Unfall.[8]